# Semypolky
Semypolky (ukrainisch Семиполки, russisch Семиполки Semipolki) ist ein Dorf in der ukrainischen Oblast Kiew mit etwa 3000 Einwohnern (2001).

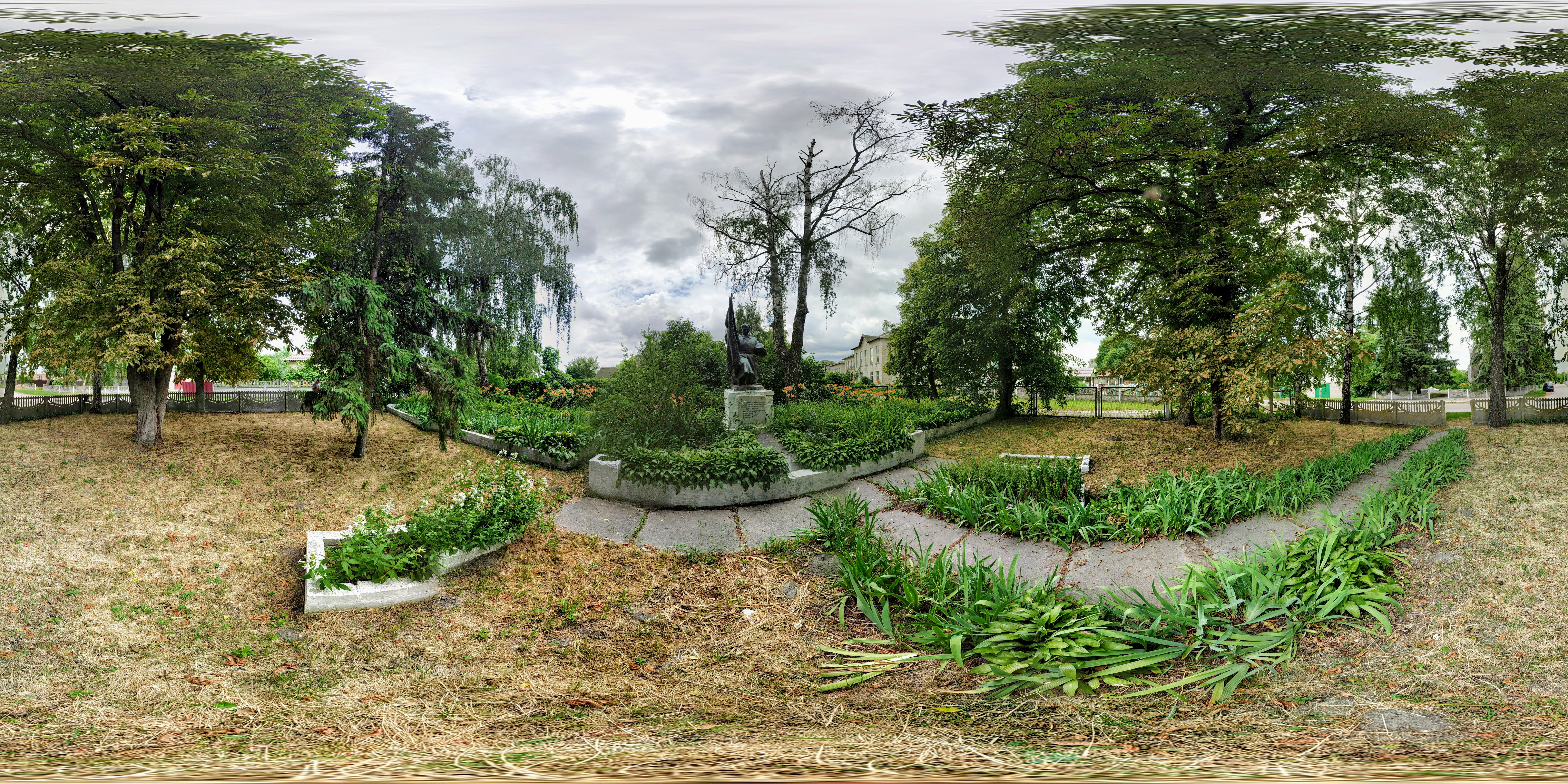
Denkmal im Ort

Das im Jahr 1628 erstmals erwähnte Dorf liegt am Pyljawka, einem 13 km langen Nebenfluss des Trubisch 28 km nordöstlich vom Rajonzentrum Browary und etwa 50 km nordöstlich vom Stadtzentrum Kiews. Das Ortsgebiet grenzt im Norden an den ehemaligen Rajon Koselez der Oblast Tschernihiw. Durch das Dorf verläuft die Fernstraße M 01 / Europastraße 95/101.
Am 18. August 2015 wurde das Dorf ein Teil der neugegründeten Siedlungsgemeinde Kalyta, bis dahin bildete es die gleichnamige Landratsgemeinde Semypolky (Семиполківська сільська рада/Semypolkiwska silska rada) im Norden des Rajons Browary.